# Chiroteuthidae
Famille
Les chiroteuthidés (Chiroteuthidae) forment une famille de calmars.

## Liste des genres
Selon World Register of Marine Species (14 mai 2016) :
- genre Asperoteuthis Nesis, 1980
- genre Chiropsis Joubin, 1933
- genre Chiroteuthis d'Orbigny, 1841
- genre Chiroteuthoides Berry, 1920
- genre Grimalditeuthis Joubin, 1898
- genre Planctoteuthis Pfeffer, 1912
- genre Tankaia
- genre Valbyteuthis Joubin, 1931

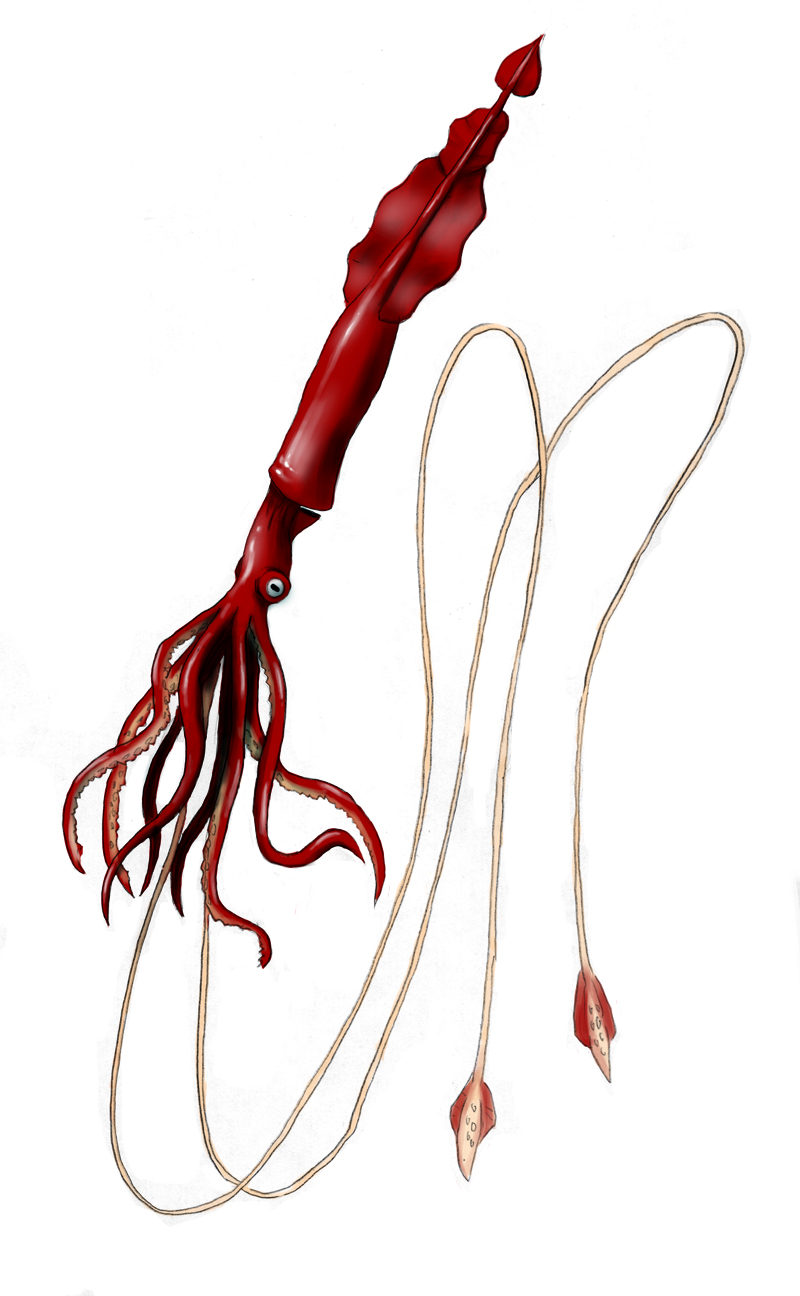
Asperoteuthis acanthoderma
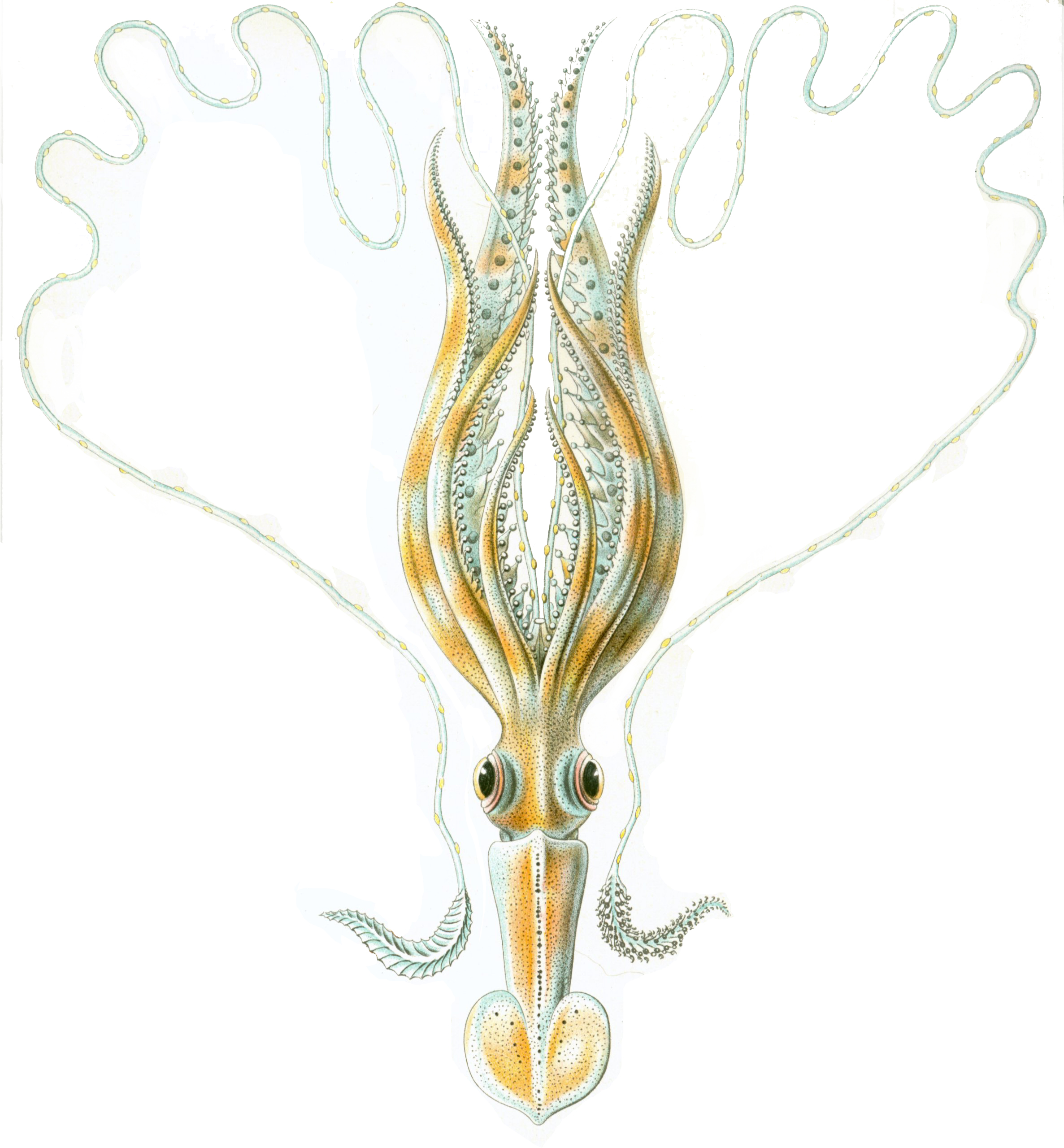
Chiroteuthis veranyi
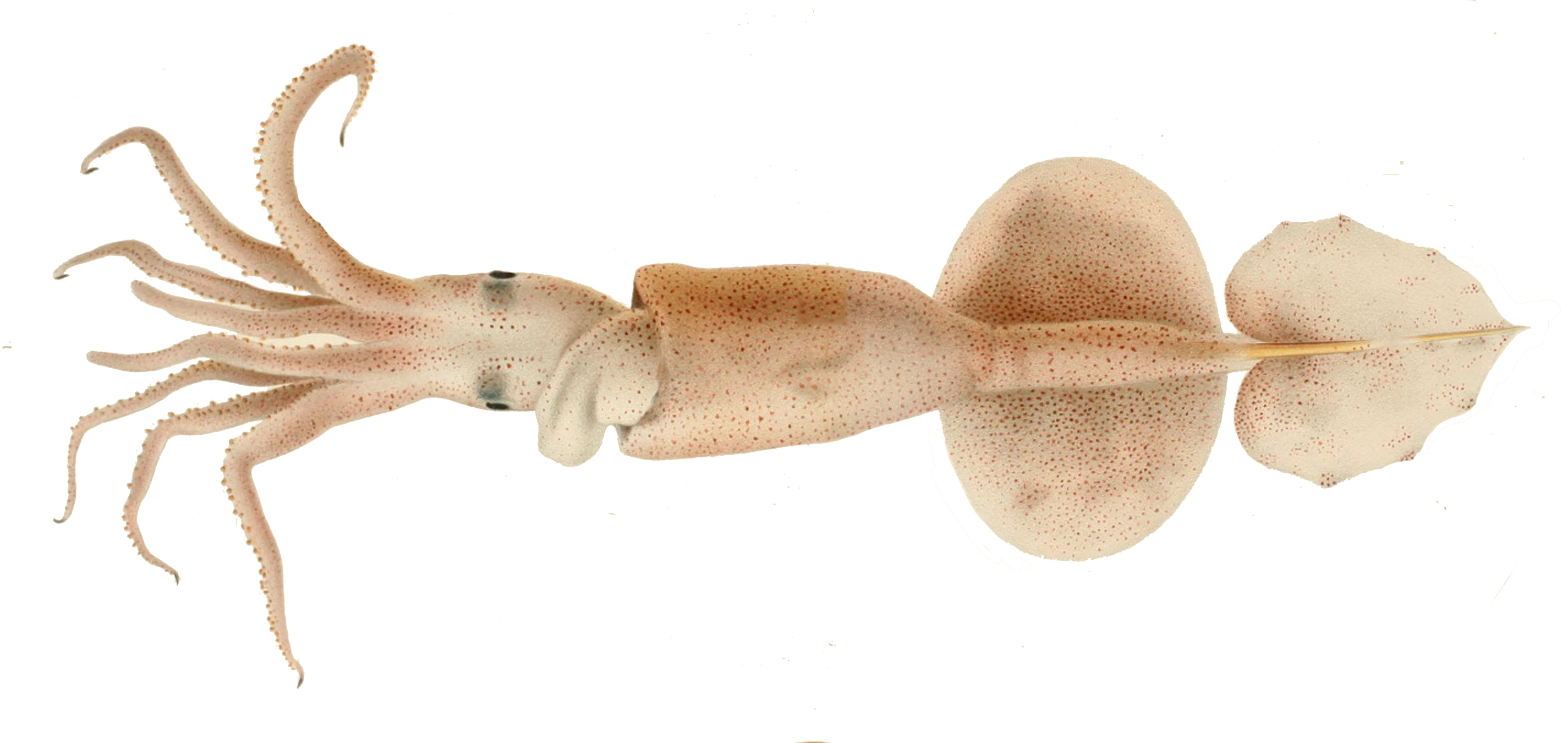
Grimalditeuthis bonplandi
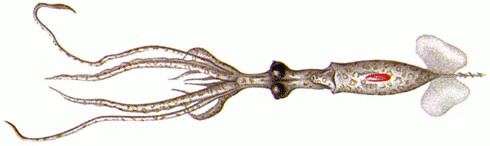
Planctoteuthis exopthalmica